# Dark Mark Does Christmas
Dark Mark Does Christmas (с англ. — «Тёмный Марк делает Рождество») — праздничный альбом американского рок-музыканта Марка Ланегана, изданный в 2012 году. Состоит из пяти рождественских гимнов, которые были написаны в эпоху Ренессанса, а также кавер-версии песни Роки Эриксона (13th Floor Elevators) «Burn The Flames», записанной им в качестве саундтрека к фильму ужасов «Возвращение живых мертвецов».
Атмосферно, запись личная и довольно мрачная, Марк смиренно молится и проповедует. Dark Mark Does Christmas записан без использования электрических инструментов, Ланеган исполняет песни в сопровождении акустической гитары, банджо и укулеле. Альбом начал распространяться в конце ноября 2012 года, только на концертах музыканта.

## Список композиций
| #  | Название              | Продолжительность | Автор(ы)           |
| -- | --------------------- | ----------------- | ------------------ |
| 1. | The Cherry Tree Carol | 3:23              | неизвестен         |
| 2. | Down in Yon Forest    | 1:56              | неизвестен         |
| 3. | O Holy Night          | 2:57              | Пласид Каппо       |
| 4. | We Three Kings        | 2:20              | Джон Генри Хопкинс |
| 5. | Coventry Carol        | 2:11              | неизвестен         |
| 6. | Burn the Flames       | 3:47              | Роки Эриксон       |